# Ньюпорт-Бич
Нью́порт-Бич (англ. Newport Beach) — город в США, расположенный на западе округа Ориндж, штат Калифорния. Был основан 1 сентября 1906 года.
Численность населения по данным переписи 2010 года составляет 85 186 человек. Ньюпорт-Бич является не только одним из самых богатых городов в Калифорнии, но и США в целом.

## История
1 ноября 1776 года Миссия Сан-Хуан-Капистрано стала первым постоянным европейским поселением в Альта-Калифорнии. В 1810 году Испанская империя предоставила 62 500 акров (253 км2) Хосе Антонио Йорбе, который назвал эту территорию Ранчо Сантьяго-де-Санта-Ана. Ранчо Йорбы включало земли, где сегодня находятся калифорнийские города Олив, Ориндж, Вилла-Парк, Санта-Ана, Тастин, Коста-Меса и Ньюпорт-Бич. После мексикано-американской войны в 1848 году Верхняя Калифорния стала частью Соединённых Штатов и в эту область стали прибывать американские поселенцы.

## Демография
По состоянию на 2010 год по данным переписи населения США численность населения составляла 85 186 человек. Плотность населения — 1381,7 человек на км². Расовый состав: 87,3 % белые, 7 % азиаты, 0,7 % афроамериканцы, 0,3 % индейцы, 1,6 % другие расы, 2,9 % потомки двух и более рас.
По состоянию на 2008 год медианный доход на одно домашнее хозяйство в городе составлял $95511, доход на семью — $126976. У мужчин средний доход $73425, а у женщин $45409. Средний доход на душу населения $63015. 2,1 % семей или 4,4 % населения находились ниже порога бедности, в том числе 3 % молодёжи младше 18 лет и 3,5 % взрослых в возрасте старше 65 лет.

## Известные уроженцы и жители
- Келли МакГиллис (р. 1957) — американская актриса.
- Эмбер Линн (р. 1963) — американская порноактриса.